# Жуайез, Анн де Батарне
Анн де Батарне, барон д’Арк, герцог де Жуайез (фр. Anne de Batarnay de Joyeuse; 1561, замок Жуайез — 20 октября 1587, Кутра) — тулузский дворянин, один из любимейших миньонов короля Генриха III, самый титулованный из его фаворитов.

## Семья
Анн был старшим сыном Гийома II, виконта де Жуайеза, и Марии де Батарне. Из пяти его братьев наиболее известны кардинал Франсуа де Жуайез, маршал Генрих де Жуайез и приор Тулузский Антуан-Сипьон де Жуайёз.

## Карьера
Начальное образование Анн получил в Тулузе, после чего в августе 1572 года приехал в Париж, где посещал Наваррский коллеж. В 1577 году вместе с отцом участвовал в истреблении лангедокских и овернских гугенотов, а уже через два года был принят в ордонансовую роту и назначен губернатором Мон-Сен-Мишеля.

## Миньон

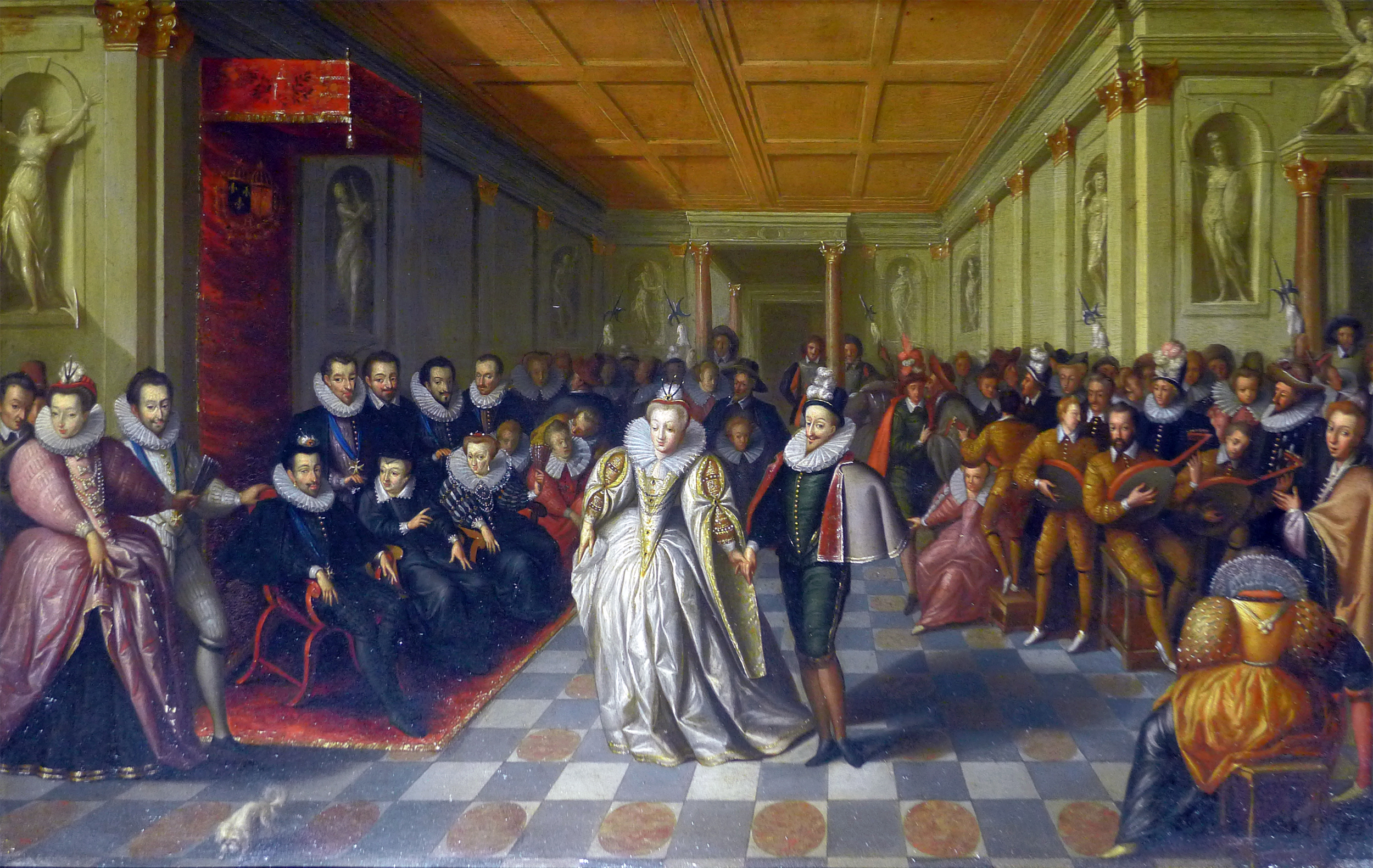
Свадьба Жуайеза и Маргариты Лотарингской

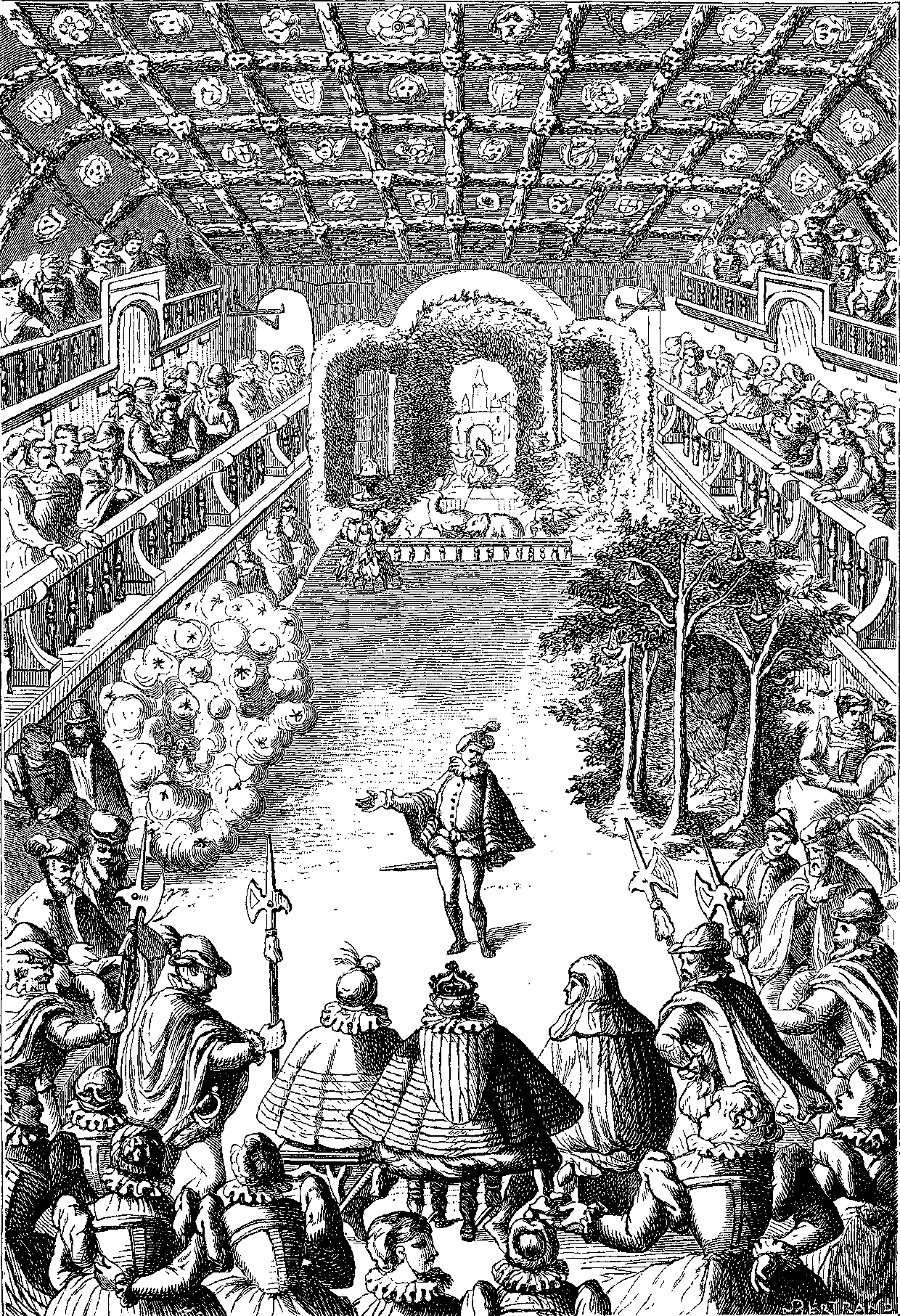
Сцена из «Комедийного балета королевы»

Примерно в то же время Жуайез стал приближённым Генриха III. Король, переживший недавно смерть своих любимцев Келюса и Можирона, проникся к юноше симпатией, и милости посыпались на Анна одна за одной. В 1581 году Генрих, сделав Жуайеза герцогом и пэром, женил его на сестре королевы, Маргарите Лотарингской (1564—1625). Пышная свадьба, состоявшаяся 18 сентября того же года, закончилась первым в истории балетным спектаклем — «Комедийным балетом королевы». Хореограф Бальтазар де Божуайе создал удивительные по своей геометрической отточенности массовые танцы, в которых участвовали дамы, одетые наядами (в белоснежных платьях) и дриадами (в зелёных костюмах).
По количеству привилегий Жуайез сравнялся с принцами крови. Свадебный подарок, полученный им от короля, составлял 300 000 экю. В возрасте 21 года он стал адмиралом Франции, через год — командором ордена Святого Духа и губернатором Нормандии и Гавра. После смерти герцога Анжуйского Жуайез от имени короля стал управлять Анжу и Алансоном.

## Неудачи и гибель
Вопреки приказу Генриха, Жуайез во время военной кампании в Пуату устроил гугенотам погром (Резня в Сент-Элуа, 21 июня 1587 года). Погибло около 800 человек. При дворе герцог был принят холодно и, опасаясь опалы, возглавил королевскую армию, отправленную на войну с Генрихом Наваррским.
После разгрома при Кутра (20 октября 1587 года) пытался сдаться в плен и, несмотря на то, что предлагал за свою жизнь выкуп в 100 000 экю, был застрелен гугенотами, отомстившими, таким образом, за Сент-Элуа.
Жуайез похоронен в замке Монтрезор (современная коммуна Монтрезор). Потомства не оставил.

## В литературе
Анн де Жуайез является персонажем романа Александра Дюма-отца «Сорок пять» и его пьесы «Двор Генриха III».